# Halectinosoma oblongum
Halectinosoma oblongum is een eenoogkreeftjessoort uit de familie van de Ectinosomatidae. De wetenschappelijke naam van de soort is voor het eerst geldig gepubliceerd in 1949 door Kunz.